# 니자와촌
니자와촌(新沢村)은 나라현에 있던 촌이다. 현재의 가시하라시 서부에 해당한다. 

## 역사
- 1889년 4월 1일 - 정촌제 시행에 의해 다카이치군 니자와촌이 성립하였다.
- 1956년 7월 3일 - 가시하라시에 편입해 소멸하였다.